# Manliherica M1895
Manliherica M.95 ali Mannlicher M1895 (uradno nemško: Repetier-Gewehr M.95 - repetirna puška M.95) je najpogostejša puška manliherica, osnovno orožje avstro-ogrskega vojaka v prvi svetovni vojni in slovenskega borca za severno mejo 1918-1919. Do konca vojne so jih izdelali več kot 3 milijone. Poleg dolge pehotne puške so izdelovali še dve vrsti kratkocevnih različic; kratko puško (štuc) in konjeniško karabinko. Manliherico M.95 so večinoma izdelovali  v Steyrju in Budimpešti, nekaj kosov pa so po prvi vojni izdelali tudi v češkoslovaški Zbrojovki Brno. Po razpadu Avstro-Ogrske so si države, ki so jo nasledile, razdelile tudi njeno bivšo oborožitev, tako so bile puške M95 prisotne na različnih koncih Evrope v raznoraznih konfliktih tudi po prvi svetovni vojni.

## Zgodovina

### Razvoj
Testi manjših kalibrov leta 1892 niso prepričali avstro-ogrskih oblasti, zato so se odločili, da ostanejo pri svojih 8 mm nabojih. Vseeno pa dotedanja puška mannliherica M.88 ni več zadostovala potrebam Avstro-ogrske vojske, ki je zaradi napredkov na področju kemije oz. uvedbi M.93 nabojev polnjenih z brezdimnim smodnikom potrebovala močnejši zaklep, ki bi varno kljuboval večjim pritiskom ustvarjenem ob izstrelitvi takih nabojev. Odločili so se, da pri zasnovi uporabijo zaklep podoben tistemu, ki ga najdemo na karabinki Mannlicher M1890 (ta karabinka je že služila pri konjenici, mornarici in žandarmeriji), ji podaljšajo cev in spremenijo merke. Tako so osnovali puško M95, ki je na testih zdržala stresni test streljanja 50.000 metkov brez dodatnega mazanja. Razvili so tri glavne različice: (dolgo) puško, kratko puško (t. i. štuc) in karabinko.

### Uporaba
Najprej je bila v boju uporabljena v prvi balkanski vojni, s strani Bolgarije. Ta je puške M95 začela kupovati leta 1898, Avstro-Ogrska pa jih je prenehala dobavljati leta 1914, ob začetku prve svetovne vojne. Bolgarija je te puške in karabinke dodala k obstoječim repetirkam Manlihericam M.88, ki so uporabljale enak naboj. V drugi balkanski vojni je več tisoč pušk kupila tudi Kraljevina Romunija, zasežene puške pa je uporabljala tudi Kraljevina Grčija.
Leta 1914 je ob začetku prve vojne glavna uporabnica postala Avstro-Ogrska, kjer je bila puška M95 glavno pehotno orožje že od leta 1895. Poleg A-O so puško uporabljale tudi njene nasprotnice (Kraljevina Italija, Ruski imperij, Kraljevina Srbija in Kraljevina Romunija), ki so od nje zasegle določeno število pušk. Takoj po vojni jih je uporabljala Država oz. Kraljevina SHS v boju za severno mejo.
V medvojnem obdobju so bile njene glavne uporabnice Kraljevina Italija, Druga poljska republika in Rusija. Novonastala Republika Poljska je puške, ki jih je dobila ob razpadu A-O uporabljala v poljsko-sovjetski vojni, prav tako je v tej vojni puške uporabljala Rusija. Italija je puške zasežene v prvi vojni uporabljala v drugi italijansko-abesinski vojni v vzhodni Afriki poleg prav tako zaseženih strojnic Schwarzlose. Te puške na kopitu nosijo žig AOI (Africa Orientale Italiana). V 30. letih so Avstrija, Madžarska in Bolgarija veliko večino svojih manlicheric predelale na novejši naboj s špičasto kroglo, 8x56 R Mannlicher.
Ob začetku druge svetovne vojne je bila M95 v določenih količinah prisotna v oborožitvi Madžarske, Bolgarije, avstrijskega dela Tretjega rajha, Jugoslavije, Italije, Češkoslovaške in Poljske. Med letoma 1938 in 1940 je avstrijski del Tretjega rajha večino manliheric predal Bolgariji in jih nadomestil z nemškim orožjem.

## Različice
- (Dolga) puška (Repetier-Gewehr M.95) je bila dolga 128 cm, tehtala je 3,6 kg, njena cev pa je merila 76,5 cm. Proti koncu prve vojne je bila najpogostejše orožje avstro-ogrskega vojaka.
- Štuc (Repetier-Stutzen M.95 ali Extra-Korps-Gewehr M.95) je meril 100 cm, tehtal 3,13 kg, njegova cev pa je merila 48 cm. Štuc je na prednjem obročku imel nasadek za bajonet in stransko kljukico, ki je omogočala zlaganje več štucev v piramido. Nastavka za jermen sta bila navadno na spodnjem delu kopita, vojaki so jo nosili navpično čez ramo. To različico so uporabljali predvsem pripadniki jurišnih enot (Sturmtruppen).
- Konjeniška karabinka (Repetier-Carabiner M95) je bila dolga 100 cm, tehtala je 2,95 kg in imela 48 cm dolgo cev. Ta različica na prednjem obročku ni imela nasadka za bajonet in kljukice za zlaganje v piramido. Nastavka za jermen sta bila na strani kopita, vojaki so jo nosili prečno preko hrbta. Proizvodnja teh se je tako v Steyrju kot v Budimpešti ustavila leta 1913.
- Ostrostrelna različica se je od pušk in štucov razlikovala po tem, da je imela nameščen strelni daljnogled. Daljnogled je bil montiran rahlo na levo stran, da se je puška lahko še vedno polnila z okvirji. Med letoma 1915 in 1918 jih je bilo izdelanih okoli 6.000.

Med vojno so pričeli izdelovati "hibridne" različice štucov, ki so poleg nasadka za bajonet in kljukice za zlaganje imeli tudi nastavke za jermen na strani kopita.

### Predelave
- M95/30 (bolgarski naziv M95/34) je avstrijska predelava na naboj 8x56 R (M.30), ki se je začela leta 1930. V Avstriji so najprej predelovali tudi bolgarske puške, a so jih ti kasneje začeli sami. Puške predelane v Avstriji in Bolgariji so označene s črko S na ležišču.

- 31.M (tudi M95/31) je madžarska predelava na naboj 8x56 R (M.31), ki se je začela leta 1931. Puške predelane na Madžarskem so označene s črko H na ležišču in redkejše od tistih označenih s črko S. Dodan je bil tudi ščitnik za namerilno muho.

- M95/24 in M95M sta oznaki pušk, ki so jih z začetkom leta 1924 v Kraljevini Jugoslaviji predelovali z originalnega naboja 8x50 R Mannlicher na standardni jugoslovanski naboj 7,92x57 Mauser.[6]

### Tabela vseh različic
V tej tabeli najdemo podatke o vseh možnih različicah, od časa prve do druge svetovne vojne.
|                                     | Naboj   | Dolžina [cm] | Dolžina cevi [cm] | Masa [kg] | Nastavka za jermen | Nasadek za bajonet | Razpon merkov    | Dodatno                                       |
| ----------------------------------- | ------- | ------------ | ----------------- | --------- | ------------------ | ------------------ | ---------------- | --------------------------------------------- |
| Puška M95                           | 8x50 R  | 128,2        | 76,5              | 3,63      | pod                | Da                 | 500-2600 korakov |                                               |
| Karabinka M95                       | 8x50 R  | 100          | 48                | 2,95      | pri strani         | Ne                 | 500-2400 korakov | 18 cm razmak med prednjim in zadnjim obročkom |
| Štuc M95                            | 8x50 R  | 100          | 48                | 3,13      | pod                | Da                 | 500-2400 korakov | 13 cm razmak med prednjim in zadnjim obročkom |
| Karabinka M95 z nasadkom za bajonet | 8x50 R  | 100          | 48                | 3,18      | pri strani         | Da                 | 500-2400 korakov | 18 cm razmak med prednjim in zadnjim obročkom |
| Karabinka-štuc M95                  | 8x50 R  | 100          | 48                | 3,22      | pod ali pri strani | Da                 | 500-2400 korakov | 13 cm razmak med prednjim in zadnjim obročkom |
| Štuc-karabinka M95                  | 8x50 R  | 100          | 48                | 3,27      | pri strani in pod  | Da                 | 500-2400 korakov | 18 cm razmak med prednjim in zadnjim obročkom |
| Puška M95/30 in M.31                | 8x56 R  | 128,2        | 76,5              | 3,63      | pod                | Da                 | 300-2000 metrov  |                                               |
| Štuc M95/30 in M.31                 | 8x56 R  | 100          | 48                | 3,22      | pod ali pri strani | Da                 | 300-2200 metrov  |                                               |
| Štuc M95/30 in M.31 (skrajšan)      | 8x56 R  | 100          | 48                | 3,22      | pod ali pri strani | Da                 | 300-2200 metrov  |                                               |
| Puška M95M in M95/24                | 7,92x57 | 110          | 59                | 3,86      | različno           | Da                 | 200-2000 metrov  |                                               |

## Dodatna oprema

### Bajoneti
Vsi bajoneti M95 so imeli rezilo na vrhnji strani. To je pomenilo, da je bilo pri zabadanju treba puško potiskati navzgor, kar pri ostalih puškah ni pogosto (tudi manliherici M88 in M90 imata rezilo na spodnji strani). Vojake so učili naj sovražnika poskusijo vreči čez ramo.

## Uporabniki
Uporabniki manliherice M.95 razvrščeni glede na kaliber oz. naboj:

### 8x50 R
- Avstro-Ogrska
- Prva avstrijska republika: Leta 1938 je bilo v avstrijskem arzenalu skupno 286.033 manliheric M95.[8]
- Kraljevina Bolgarija: Z začetkom leta 1898 je Bolgarija iz Steyrja nakupovala puške in karabinke sistema M.95. Skupno je v Sofijo prispelo 83.000 pušk in 2.074 karabink steyrskega porekla. Izdelavi se je leta 1904 pridružila še budimpeška tovarna, ki je s prodajo zaključila v prvem letu vojne.[9]
- Češkoslovaška: Leta 1939 je imela na razpolago 208.270 pušk, štucov in karabink M.95.[10]
- Kraljevina Italija: Zajete na soški fronti in prejete od Avstrije kot odškodnina za zmago v vojni. Med drugo svetovno vojno so bile v uporabi predvsem v afriških kolonijah, te imajo na kopitu pogosto oznako AOI (Africa Orientale Italiana). Puške, ki so jih so zajeli Britanci so se uporabljale v Indiji za usposabljanje.
- Kraljevina Madžarska
- Druga poljska republika: Na poljskem so v 20. letih dvajsetega stoletja svoje dolge puške skrajševali na dolžino karabink in štucev.
- Kraljevina Romunija: Tik pred začetkom druge balkanske vojne je od Avstro-Ogrske naročila okoli 60.000 manliheric, ki jih je dodala v oborožitev k svoji romunski manliherici.[11] Naknadne količine so bile od Avstro-Ogrske zasežene proti koncu prve svetovne vojne na vzhodnem bojišču.
- Ruski imperij: Zasežene na vzhodni fronti med prvo svetovno vojno. Zaradi velikega pomanjkanja pušk Mosin-Nagant domače proizvodnje, so bile manliherice pogosto orožje ruskih vojakov.
- Država SHS: Uporabljene v boju za severno mejo,[4] predane Kraljenini Srbov, Hrvatov in Slovencev.
- Kraljevina Jugoslavija[12]
- Španska republika: Uporabljena v španski državljanski vojni.[13]

- Španski nacionalisti: Uporabljena v španski državljanski vojni.

### 8x56 R
- Prva avstrijska republika: Leta 1938 je bilo v avstrijskem arzenalu skupno 187.208 manliheric M95, ki so uporabljale naboj 8x56 R.[8]
- Kraljevina Bolgarija
- Madžarska: Še vedno jo uporablja madžarska častna straža.[14]
- Kraljevina Madžarska
- Tretji rajh[12]

- Slovenski partizani[15]

### 7,92x57
- Kraljevina Jugoslavija[12]: V omejeni uporabi poleg pušk Mauser M24.
- Tretji rajh[12]

- Slovenski partizani

## Galerija
- Pripadnika jurišnih enot (Sturmtruppen) oborožena s štuci M95 ob metanju granat na soški fronti (pobarvana fotografija).
- Pripadniki 17. pešpolka (kranjski Janezi) oboroženi z manlihericami na soški fronti.
- Bolgarski vojak ob padlem tovarišu med prvo balkansko vojno.
- Ruski kozak z zaseženo puško M95 med 1. svetovno vojno.